# 承泣穴
承泣穴是属于足陽明胃經的腧穴。

## 定位
瞳孔直下，眼球与眶下缘之間。

## 主治
眼部疾病如目赤腫痛、夜盲、迎風流淚等。

## 操作
直刺0.3～0.7寸；不宜灸。緩慢進針，不宜提插。